# Doorgroeide boerenkers
Doorgroeide boerenkers (Thlaspi perfoliatum) is een eenjarige plant die behoort tot de kruisbloemenfamilie (Brassicaceae). De soort staat op de Nederlandse Rode Lijst van planten als zeer zeldzaam en stabiel of iets toegenomen. De plant komt van nature voor in Eurazië en komt in Nederland alleen in Zuid-Limburg voor.
De bladeren bevatten veel vitamine C en mosterdolie en worden daarom in andere landen wel als keukenkruid gebruikt.
De plant wordt 7-25 cm hoog en heeft een rolronde stengel. De stengelbladeren hebben een hartvormige voet en zijn gaafrandig of iets getand. De 5 cm lange rozetbladeren zijn ei- tot spatelvormig.

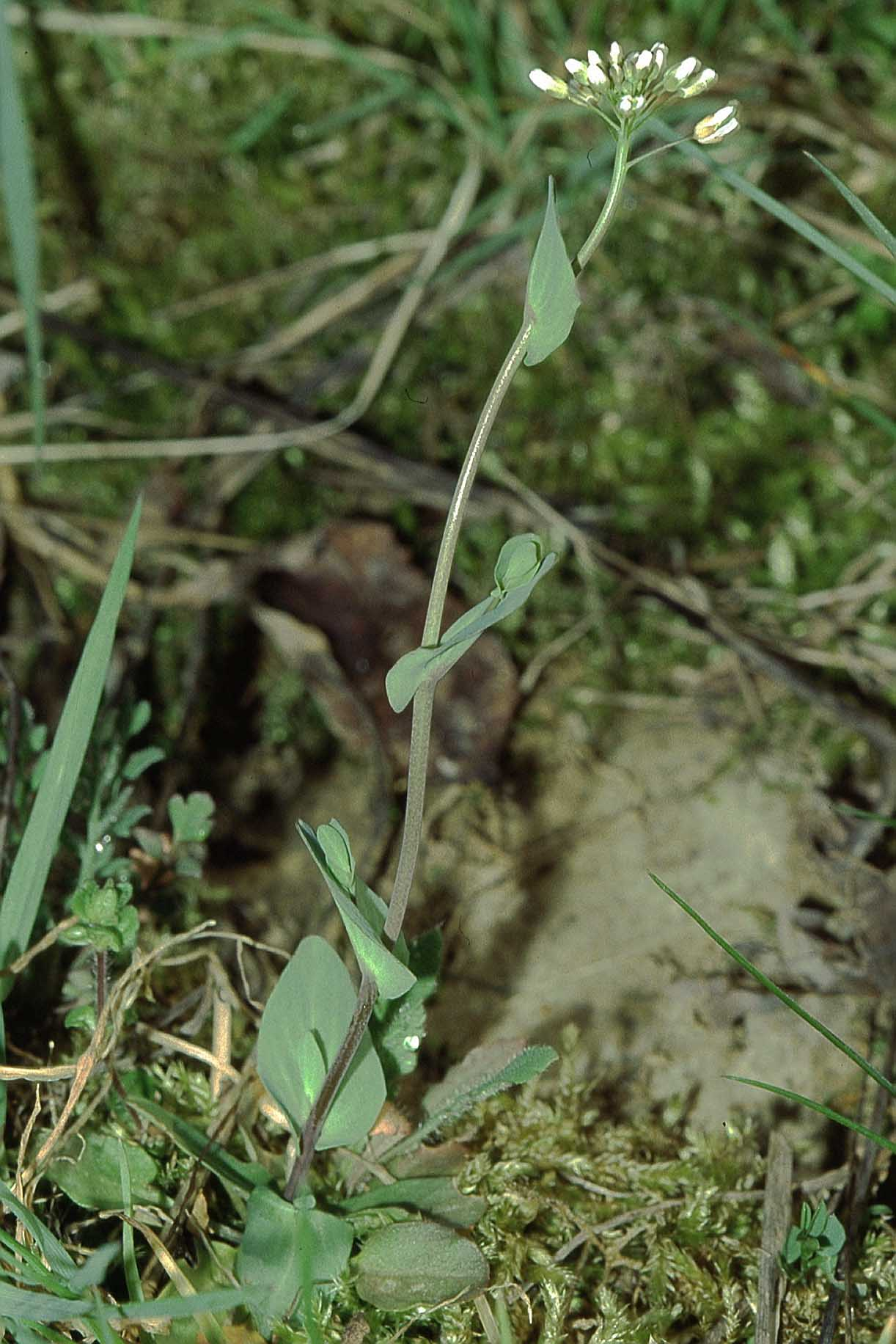
Bloemstengel

De doorgroeide boerenkers bloeit van maart tot mei met witte bloemen. De kroonbladeren zijn 2-3 mm lang. De helmknoppenzijn geel. De bloeiwijze is een tros.
De 4-5 mm lange vrucht is een gevleugeld hauwtje. Aan de voet zijn de vleugels zeer smal en aan de top ongeveer 1 mm breed. Aan de top zit een 0,1-0,3 mm lange snavel. Per hokje komen drie tot vier gladde, eivormige zaden voor. De zaden bevatten 20-30% olie.
De plant komt voor op open plaatsen op hellingen met vochtige, kalkrijke grond en tussen het graan.

## Namen in andere talen
- Duits: Stängelumfassendes Hellerkraut
- Engels: Perfoliate Penny-cress
- Frans: Tabouret perfolié